# Епархија диселдорфска и њемачка
Епархија диселдорфска и њемачка (раније Епархија франкфуртска и све Њемачке и Епархија средњоевропска) епархија је Српске православне цркве.
Надлежни архијереј је митрополит Григорије (Дурић), а сједиште епархије се налази у Диселдорфу.

## Историја
Прва епархија Српске православне цркве која је имала јурисдикцију над западном Европом и Аустралијом са првобитним сједиштем у Лондону основана је 12. марта 1969. године под називом Епархија западноевропска и аустралијска. Године 1972. епархијско сједиште је премјештено у њемачки град Диселдорф. Сљедеће године епархија је подијељена на Епархију западноевропску и Епархију аустралијско-новозеландску. Године 1979. сједиште Епархије западноевропске је премјештено у манастир Химелстир у граду Хилдесхајму код Хановера.
Средњоевропска епархија (њем. Diözese für Mitteleuropa) основана је 6. децембра 1990. на ванредном засједању Светог архијерејског сабора. Од тадашње Западноевропске епархије конституисане су двије самосталне епархије: Британско-скандинавска са сједиштем у Стокхолму и Средњоевропска са сједиштем у Хилдесхајму. У састав Средњоевропске епархије ушле су сљедеће државе: Њемачка, Аустрија, Швајцарска, Шпанија и Италија. За епископа Средњоевропске епархије, 23. маја 1991, изабран је протосинђел Константин Ђокић.
Епархија је временом претрпјела извјесне територијалне промјене. Године 1994. подручје Италије припојено је Загребачко-љубљанској митрополији, а Шпанија потпуно новој Западноевропској епархији. У саставу Средњоевропске епархије остале су црквене општине и парохије у Њемачкој, Аустрији и Швајцарској. Јула 2011. територија Аустрије и Швајцарске издвојена је из Епархије средњоевропске и припала новооснованој Епархији аустријско-швајцарској.
Одлуком Светог архијерејског сабора са редовног засједања од 14. до 29. маја 2015. Епархија средњоевропска је преименована у Епархију франкфуртску и све Њемачке са сједиштем у Франкфурт на Мајни. На саборском засједању од 24. маја 2017. епископ франкфуртски Сергије (Карановић) је изабран за епископа бихаћко-петровачког, а за администратора Епархије франкфуртске и све Њемачке постављен је владика аустријско-швајцарски Андреј (Ћилерџић).
Одлуком Светог архијерејског сабора са редовног засједања од 29. априла до 10. маја 2018. године за епископа франкфуртског и све Њемачке изабран је Григорије (Дурић), дотадашњи епископ захумско-херцеговачки и приморски. Саборском одлуком од новембра исте године Епархија франкфуртска и све Њемачке је преименована у Епархију диселдорфску и њемачку (њем. Diözese von Düsseldorf und Deutschland) са сједиштем у Диселдорфу.
Епархија диселдорфска и њемачка је 2019. године свечано обиљежила 50 година свог постојања.

## Епископи

### Западноевропски (и аустралијски)
| Портрет | Име и презиме         | Време службе       |
| ------- | --------------------- | ------------------ |
|         | Лаврентије Трифуновић | 1969—1989, Епископ |

### Средњоевропски
| Портрет | Име и презиме           | Вријеме службе           |
| ------- | ----------------------- | ------------------------ |
|         | Константин Ђокић        | 1991—2013, Епископ       |
|         | Патријарх српски Иринеј | 2013-2014, администратор |
|         | Сергије Карановић       | 2014—2015, Епископ       |

### Франкфуртски и све Њемачке
| Портрет | Име и презиме     | Вријеме службе           |
| ------- | ----------------- | ------------------------ |
|         | Сергије Карановић | 2015—2017, Епископ       |
|         | Андреј Ћилерџић   | 2017-2018, администратор |
|         | Григорије Дурић   | 2018-2019, Епископ       |

### Диселдорфски и њемачки
| Портрет | Име и презиме   | Вријеме службе |
| ------- | --------------- | -------------- |
|         | Григорије Дурић | 2019-, Епископ |

## Викарни епископи

### Хумски
| Портрет | Име и презиме    | Вријеме службе |
| ------- | ---------------- | -------------- |
|         | Јован Станојевић | 2021-, Епископ |